# Aulacaspis isobeae
Aulacaspis isobeae är en insektsart som beskrevs av Sadao Takagi 1965. Aulacaspis isobeae ingår i släktet Aulacaspis och familjen pansarsköldlöss. Inga underarter finns listade i Catalogue of Life.